# Бобылёв, Николай Иванович
Николай Иванович Бобылёв (1819—1865) — русский прозаик, поэт, переводчик.

## Биография
Отец ― из приказнослужительских детей; в 1822 году причислен к потомственному дворянству и вписан в родословную книгу Симбирской губернии. Детство и юность Бобылёв провел в Нерчинске, где отец служил начальником окружного управления; в младенчестве перенес тяжёлую болезнь, лишившись возможности ходить. Окончил Нерчинское уездное училище, был активным деятелем местного литературно-краеведческого кружка. Поступил в Московский университет, курса не окончил, т. к. семья переехала в Петербург (1838). По настоянию отца поступил в Комитет о раненых. Служил переводчиком в газете «Русский инвалид» (1840―1857), уволился в чине титулярного советника с пенсией.
Дома устраивал литературные «субботники», на которых собирались друзья, писатели и актёры, в том числе Ф. А. Кони, А. Г. Ротчев и др. Перевёл с французского языка ряд произведений Лауры Абрантес: «Испанка», «Сцены из жизни испанцев» (оба ― 1837), «Тореадор» (ч. 1―2, 1838), а также иллюстрированную книгу-путеводитель «Палестина и места, освященные учением и страданиями апостолов» (ч. 1―4, 1838). В 1838―1840 гг. издал три книги «Невского альбома»; первую книгу целиком и часть второй (1839) составляют «Опыты в стихах и прозе» самого Бобылёва, во второй и третьей участвовали и другие авторы. П. А. Плетнёв находил в «Опытах …» «замечательный ум и верный вкус»; рецензент журнала «Отечественные записки» полагал, что повесть Бобылёва «Джа́рго аега́» (1839) «не испортила бы лучшего из наших альманахов или журналов».
В литературном наследии Бобылёва выделяются произведения из бурятской жизни, опубликованные в «Невском альбоме»: повесть «Чингисов столб. (Сибирская быль)» (1838) и «Джарго аега» (по-бурятски в переносном смысле ― сговор, рукобитье) и очерк «Белый месяц. (Из путевых воспоминаний по Сибири)» (1840). В «сибирских» произведениях Бобылёва ощутимо влияние А. А. Бестужева. В 1840 году Бобылёв опубликовал «Сибирские скиццы. Урбы-Горыхон» ― отрывок, а точнее эскиз задуманной большой повести «Бурятка». Поздние публикации Бобылёва говорят о его попытках освоить реалистический очерковый жанр ( рассказ-воспоминание «Вечер с А. Е. Мартыновым» (1860), в том числе и в традициях «физиологического очерка»: «Петербургские очерки. 1. Комиссионеры (факторы). 2. Ростовщики» (1864). Последние два года Бобылёв прожил в Симбирске, куда приехал после смерти отца (1863) для управления имением. Многие его произведения остались в рукописях.
Бобылёв Николай Иванович, русский писатель, скончался 9 мая 1865 г. в Симбирске.